# Kostel svatého Petra a Pavla (Batelov)
Kostel svatého Petra a Pavla se nachází na náměstí Míru v Batelově, v okrese Jihlava. Od roku 1972 je chráněn jako kulturní památka. Jde o farní kostel farnosti Batelov.

## Historie
S výstavbou barokního kostela započal v roce 1755 baron Jan Kryštof de Klee, ale k dokončení došlo až v roce 1760 za jeho syna Františka Ludvíka. Tento kostel patrně nahradil původní prostou jednolodní stavbu s věží z poloviny 14. století. V roce 1836 prošel klasicistní přestavbou, během níž přibylo i nové trojramenné schodiště. Další větší rekonstrukcí prošel v letech 1874–1875, na čemž měl velikou zásluhu farář František Vondráška. V 80. letech 19. století přibyla na schodišti šestice soch svatých – Petra, Pavla, Cyrila, Metoděje, Jana Křtitele a Jana Nepomuckého.
Mobiliář kostela pochází z přelomu 18. a 19. století, varhany zkonstruoval v roce 1839 František Svítil z Nového Města na Moravě. Hlavní oltářní obraz znázorňuje sv. Petra a Pavla loučícího se před smrtí, na bočních oltářích pak jsou sv. Barbora a neposkvrněné početí Panny Marie.